# Casa de Andlau
Casa de Andlau sau Andlaw (în franceză Maison d'Andlau) este numele unei veche familii nobiliare din Alsacia inferioară, de origine alemanică. Este una dintre cele patru familii originale ale Sfântul Imperiu Roman. Ultimul membru important al casei a fost Hubert Franz Maria von Andlau-Homburg.